# Theodor Schneider (Theologe, 1930)
Theodor Schneider (* 22. Mai 1930 in Essen) ist ein deutscher römisch-katholischer Theologe und Geistlicher sowie emeritierter Professor für Dogmatik und Ökumenische Theologie.

## Leben
Theodor Schneider studierte Philosophie und Theologie in Bonn und Freiburg. Er wurde am 23. Februar 1956 in Köln zum Priester geweiht und ist Priester des später gegründeten Bistums Essen. 1966 wurde er in Münster zum Dr. theol. promoviert. Die Habilitation erfolgte 1970 mit einer Untersuchung über Die anthropologische Formel anima forma corporis im sogenannten Korrektorienstreit und bei Petrus Johannis Olivi, an der Ruhr-Universität Bochum, wo er auch kurzzeitig den Lehrstuhl für Dogmatik innehatte. Von 1971 bis zu seiner Emeritierung im Jahr 2000 war er Professor für Dogmatik und Ökumenische Theologie an der Universität Mainz. Während seiner wissenschaftlichen Tätigkeit war er u. a. Mitglied und Berater bei der Würzburger Synode. Darüber hinaus ist er seit 1976 Mitglied im Ökumenischen Arbeitskreis evangelischer und katholischer Theologen, bei dem er auf katholischer Seite von 1989 bis 2005 der wissenschaftliche Leiter war. Zu seinen akademischen Schülern zählen u. a. Dorothea Sattler, Bernd Jochen Hilberath und Karlheinz Diez. 

## Werke (Auswahl)
- Die Einheit des Menschen. Die anthropologische Formel "anima forma corporis" im sogenannten Korrektorienstreit und bei Petrus Johannis Olivi. Ein Beitrag zur Vorgeschichte des Konzils von Vienne (= Beiträge zur Geschichte der Philosophie und Theologie des Mittelalters, N.F. Bd. 8). Münster in Westfalen, Aschendorff 2. Auflage 1988, ISBN 978-3-402-03902-1.
- Handbuch der Dogmatik, hrsg. von Theodor Schneider, 2 Bände. Düsseldorf, Patmos 1992, 2. Auflage 1995, ISBN 3-491-77042-4 und ISBN 3-491-77043-2. [Verfasser der Art. Gotteslehre, Schöpfungslehre]
- mit Martina Patenge: Sieben heilige Feiern. Eine kleine Sakramentenlehre. Mit Illustrationen von Beatrix Claaßen (= Topos plus 541). Matthias-Grünewald-Verlag, Mainz 2004, ISBN 3-7867-8541-4.
- Zeichen der Nähe Gottes. Grundriss der Sakramententheologie. Grünewald, Mainz 1979, 5. Auflage 1987, ISBN 3-7867-0767-7; Verlagsgruppe Patmos/Grünewald, Düsseldorf/Mainz 9. Auflage 2008, ISBN 978-3-7867-1671-6.